# أندرو نابوليتانو
أندرو نابوليتانو (بالإنجليزية: Andrew Napolitano) (و. 1950 – م) هو مقدم برامج إذاعية، وقاض، ومذيع، ومحام، وكاتب عمومي، وبروفيسور (أستاذ جامعي)، وكاتب من الولايات المتحدة الأمريكية ولد في نيوآرك، نيوجيرسي.
وهو عضو في الحزب الليبرتاري الأمريكي .

## التعليم
تعلم في جامعة برنستون.

## روابط خارجية
- أندرو نابوليتانو على موقع IMDb (الإنجليزية)
- أندرو نابوليتانو على موقع إن إن دي بي (الإنجليزية)
- أندرو نابوليتانو على موقع قاعدة بيانات الفيلم (الإنجليزية)